# Luke Daniels
Luke Matthew Daniels (* 5. Januar 1988 in Bolton) ist ein englischer Fußballspieler. Seit August 2021 steht der Torhüter beim englischen Zweitligisten FC Middlesbrough unter Vertrag.

## Karriere

### Verein
Das Fußballspielen lernte Daniels beim englischen Topklub Manchester United. Dort spielte er zwischen 1997 und 2004 für die Nachwuchsmannschaften des Vereins. Zur Spielzeit 2004/05 wechselte der Torhüter in die Jugendabteilung von West Bromwich Albion, wo er im Sommer 2006 schließlich in den Profikader aufgenommen wurde. Über das Reserveteam sollte sich Daniels Spielpraxis aneignen. Mit Luke Steele verpflichtete der Verein einen weiteren jungen Keeper, mit dem Daniels in Konkurrenz treten sollte. Am 25. Januar 2008 entschieden die Klubverantwortlichen den jungen Engländer in die Scottish Premier League an den FC Motherwell zu verleihen. Am 3. Mai gab er sein Profidebüt gegen Celtic Glasgow. Im Sommer kehrte er zu den Baggies zurück. Mit Saisonbeginn verlieh man Daniels an Shrewsbury Town. Da mit Scott Carson ein erfahrener Torhüter zur selben Zeit verpflichtet wurde, versuchte man durch dieses Leihgeschäft Daniels mehr Spielpraxis in einer niedrigeren Liga zu verschaffen. Bei Shrewsbury kämpft er mit Glyn Garner und Scott Bevan um den Platz im Tor. Schließlich setzte er sich gegen beide durch und war im Laufe der Saison 2008/09 Stammkeeper der Lions. Mit Shrewsbury schaffte er schließlich den Einzug in das Finale der Play-off-Spiele zum Aufstieg. Dabei hatte er großen Anteil, als er im Halbfinalerückspiel gegen den FC Bury im Elfmeterschießen drei Schüsse des Gegners parierte und damit den Weg für seine Mannschaft ebnete. In der Folgesaison bevorzugte er ein erneutes Leihgeschäft mit Shrewsbury. Dazu kam es allerdings nicht. Neuer Leihverein des Torhüters wurden für die gesamte Saison 2009/10 die Tranmere Rovers in der Football League One. Dort wurde er Stammtorhüter und verhalf dem Team zum knappen Klassenerhalt. Mit der neuen Spielzeit kam Daniels in einem einmonatigen Ausleihgeschäft zu Charlton Athletic. Noch im gleichen Kalenderjahr wurde der Torhüter kurzzeitig an den AFC Rochdale verliehen. Im Januar des Folgejahres trug Daniels für fünf Monate das Trikot der Bristol Rovers.  Dort wurde er Nachfolger von Mikkel Andersen. Seine Rückkehr und sein Verbleib bei West Bromwich dauerte jedoch wiederum nur kurz an. Im Oktober 2011 lieh ihn Southend United aus, die nach einem Ersatz für Stammtorhüter Glenn Morris suchten.
Im Januar 2015 wurde er vom Drittligisten Scunthorpe United verpflichtet. Dort blieb er zweieinhalb Jahre Stammtorwart, bevor es ihn im Mai 2017 eine Spielklasse höher zum FC Brentford zog. In den folgenden vier Jahren blieb Daniels zumeist Ersatz hinter Torhütern wie Daniel Bentley und David Raya und nach dem Aufstieg in die Premier League im Jahr 2021 verließ er den Klub ablösefrei in Richtung des Zweitligisten FC Middlesbrough.

### Nationalmannschaft
Durch gute Leistungen im Reserve-Team von West Bromwich wurde Daniels bereits mehrfach in die Kader der englischen Junioren-Nationalmannschaften berufen.